# 杨角 (书画家)
杨角（1916年10月—1998年1月），原名立生，曾用名力森，男，汉族，黑龙江绥化人，中国画家、书法家，曾任中国美术家协会理事。